# 童自荣
童自榮（1944年1月11日—），回族，江苏丹阳人，中国配音演员。

## 生平
他1966年畢業於上海戲劇學院，自1973年開始在上海电影译制片厂從事電影及電視等配音工作，2004年1月8日退休，以其独特的声音广为大陆影迷熟知。

## 作品

### 外国电影
《佐罗》（佐罗）
《三十九级台阶》
《铁面人》
《茜茜公主》
《黑郁金香》
《砂器》
《追捕》
《苔丝》
《国家利益》
《虎口脱险》
《木棉袈裟》
《蒲田进行曲》
《胜利大逃亡》
《华丽家族》
《未来世界》
《新干线大爆破》
《海的女儿》
《悲惨世界》
《孤星血泪》
《海狼》
《尼罗河上的惨案》
《阳光下的罪恶》
《莫扎特》
《莫斯科之恋》
《加里森敢死队》
《伦敦上空的鹰》
《霹雳天使》
《哈利波特与魔法师》
《哈利波特与密室》
《绝唱》
《哑女》
《夜茫茫》
《云中漫步》
《现代启示录》
《高卢英雄大战凯撒大帝》
《玩具總動員》
《玩具總動員2》
《玩具總動員3》

### 中国电影
《成吉思汗》（桑昆）
《西游记之大圣归来》（山妖之王混沌）

## 外部連結
- 童自荣在豆瓣上的资料（简体中文）
- 童自荣在时光网上的簡介（简体中文）